# Obediencia ciega
La obediencia ciega (en latín: perinde ac cadaver) es un comportamiento en el que una persona se somete completamente a la voluntad de otro, como un cadáver sin voluntad.
La palabra se remonta a los estatutos de la orden jesuita, cuyo fundador, Ignacio de Loyola, preparó el texto en español y lo hizo traducir al latín por su secretario, Juan Alfonso de Polanco. La versión publicada en 1558 por la Compañía de Jesús dice:

Et sibi quisque persuadeat, quòd qui sub Obedientia vivunt, se ferri ac regi a divina Providentia per Superiores suos sinere debent perinde, ac si cadaver essent, quod quoquoversus ferri, et quacunque ratione tractari se sinit; vel similiter, atque senis baculus, qui, ubicunque, et quacunque in re velit eo uti, qui eum manu tenet, ei inservit.

Debemos ser conscientes de que cada uno de los que viven en obediencia debe dejarse guiar y conducir por la Providencia divina a través del Superior, como si fuera un cadáver que puede ser llevado a cualquier parte y tratado de cualquier manera, o como si fuera un bastón de anciano que sirve donde y para cualquier fin que quiera utilizarlo.

La comparación de la obediencia incondicional con la falta de voluntad de un cadáver se basa en una tradición pictórica medieval influenciada por Francisco de Asís, a la que Roberto Bellarmino se refirió en 1588 para justificar esta concepción de la obediencia durante las disputas en el seno de la orden jesuita.  Francisco de Asís había comparado la forma perfecta y suprema de obediencia (perfecta et summa obedientia) al superior con un cuerpo muerto, sin vida (corpus mortuum, corpus exanime) que se deja llevar a donde se quiera sin resistencia ni quejas, e incluso cuando se le coloca en un atril no mira hacia arriba sino hacia abajo (es decir, es decir, no se vuelve arrogante sino que permanece humilde) e incluso vestido de púrpura sólo parece más pálido que antes, es decir, no se olvida, sino que se hace más presente la predisposición del hombre a la muerte).
Esta comparación, que a su vez está vinculada a la imaginería bíblica del corpus mortuum como el cuerpo mortificado por amor a Cristo, fue ampliamente utilizada en el mundo monástico y espiritual de finales de la Edad Media y también fue retomada por las comunidades religiosas femeninas, como en el caso de Catalina de Siena en una carta a las hermanas de Perugia:

O obedienza dolce, che non hai mai pena! Tu fai vivere, e correre gli uomini, morti; perocchè uccidi la propria volontà: e tanto quanto è più morto, più corre velocemente, perocchè la mente e l’anima ch’è morta all’amore proprio d’una perversa volontà sensitiva, più leggermente fa il corso suo, e uniscesi col suo sposo eterno con affetto d’amore; e viene a tanta elevazione e dolcezza di mente, che essendo mortale, comincia a gustare l’odore e i frutti delli Immortali.
¡Oh, dulce obediencia! ¡Ese no es el mayor dolor! Vives, corres entre los hombres, mueres; pero mataste tu propia voluntad: cuanto más morías, más rápido corría; pero cuanto más morían tu mente y tu alma, más corría tu sensible voluntad, más perdías tu amor, más perdías tu amor. Esto trae tal elevación y dulzura de mente que, siendo mortal, comienza a saborear el aroma y los frutos de la inmortalidad.

Ignacio de Loyola también continuó esta tradición monástica. En la versión española de su texto utilizó la frase cuerpo muerto  y no el término cadáver, que sólo se había difundido a través de la traducción latina. Más recientemente, se ha argumentado que la frase en español no se refiere necesariamente a un cadáver. A diferencia del corpus mortuum o corpus exanime en la tradición franciscana, Loyola puede haber querido decir un "objeto inanimado" más general, como también lo concreta en su segunda comparación, el bastón en la mano del anciano.
Si bien el concepto de obediencia se desarrolla en las Constituciones y otros documentos oficiales fundacionales, los textos más conocidos, sin embargo, son las cartas que escribió Ignacio de Loyola al respecto y especialmente la del 26 de marzo de 1553. En ella resalta la importancia crucial de la obediencia para los jesuitas, centra la obediencia en la persona de Cristo, insiste en que debe extenderse más allá de la mera ejecución a la conformidad de la voluntad y el entendimiento con los del superior, sugiere maneras de adquirir y practicar la virtud (una siendo la “obediencia ciega”), aprueba el presentar a un superior las dificultades contra una orden, y muestra cómo el bienestar de la Compañía depende de que se observe la obediencia en todos los niveles.

## Empleo del término
El término, descrito en el contexto jesuita como "fabuloso e incomprendido", ha sido criticado por los detractores de la orden jesuita como obediencia cadavérica. Los partidarios de los jesuitas, a su vez, se refieren a él como la "obediencia perfecta".
En el curso de los conflictos entre la Reforma y la Contrarreforma, y más aún en la crítica a la orden jesuita, que estaba moldeada por el concepto de libertad y el anticlericalismo de la Ilustración, su concepto de obediencia también se convirtió en objeto de interpretaciones críticas. En sus traducciones alemanas y paráfrasis de los estatutos de la Orden, los críticos alemanes, después de la reautorización de la Orden en 1814, enfatizaron repetidamente la fórmula comparativa “como si fueran un cadáver”  en estrecha conexión con la traducción latina de Polanco y caricaturizaron al jesuita en su obligación de comportarse “como un cadáver que puede ser retorcido y girado a voluntad”  como una contraimagen a sus propias ideas de libertad de voluntad y subordinación razonable. En Francia, fue en particular Eugène Sue quien, a través de su exitosa novela de 1845 Le juif errant (El judío errante), llevó la propaganda antijesuita a un amplio número de lectores en ese momento, y al hacerlo también popularizó los términos obéissance de cadavre y obéissance cadavérique.
El teólogo e historiador Helmut Feld opina que para preservar y restablecer el impacto de la teología y la cosmovisión ignacianas, sería necesario eliminar algunos de sus elementos patológicos. EL primero y más importante de ellos es la ideología de la obediencia ciega, que no tiene fundamento teológico ni humano.

### Kadavergehorsam
El término compuesto alemán Kadavergehorsam (obediencia de cadáver) surgió por primera vez en los debates del "Kulturkampf" (lucha cultural) de la década de 1870 sobre la prohibición de la orden de los jesuitas en el Reich alemán en 1872, como un eslogan antijesuita que rápidamente se generalizó.
Como germanismo, la palabra también entró en otras lenguas europeas. Desde entonces, se ha utilizado a menudo en sentido figurado para caracterizar la supuesta mentalidad de los militares prusianos y alemanes y la sociedad moldeada por ellos. En realidad, las tácticas de misión que implementaron con mucho éxito los militares prusianos y alemanes (incluso en ambas guerras mundiales) requieren lo opuesto a la obediencia ciega. Hoy en día se acepta que el estereotipo de la obediencia ciega prusiano-alemana, que se cultiva en numerosas películas de guerra, es una distorsión de la situación real; esto también se aplica –con ciertas reservas– a la Wehrmacht durante la era nazi.
Más allá de la táctica del ejército alemán en las guerras mundiales, el término se ha asociado a la aceptación pasiva del cumplimiento de órdenes que llevaron a acciones que luego fueron consideradas como crímenes de guerra. También se aplica a los aspectos administrativos del Holocausto.
Hannah Arendt relata que Adolf Eichmann utilizó esta expresión durante su juicio: «En esta sala, Eichmann, con sus modestas dotes intelectuales, era sin duda la última persona de la que se podría esperar que dudara de la pertinencia de estos conceptos e intentara pensar por sí mismo. Dado que no solo había cumplido con lo que consideraba los deberes de un ciudadano respetuoso de la ley, sino que, sobre todo, había actuado según órdenes, asegurándose siempre de contar con suficiente 'cobertura', perdió la compostura por completo, hasta que finalmente enfatizó alternativamente las virtudes y los vicios de la obediencia ciega, de la 'Kadavergehorsam', como él mismo la llamaba».